# Hanepraaisluis

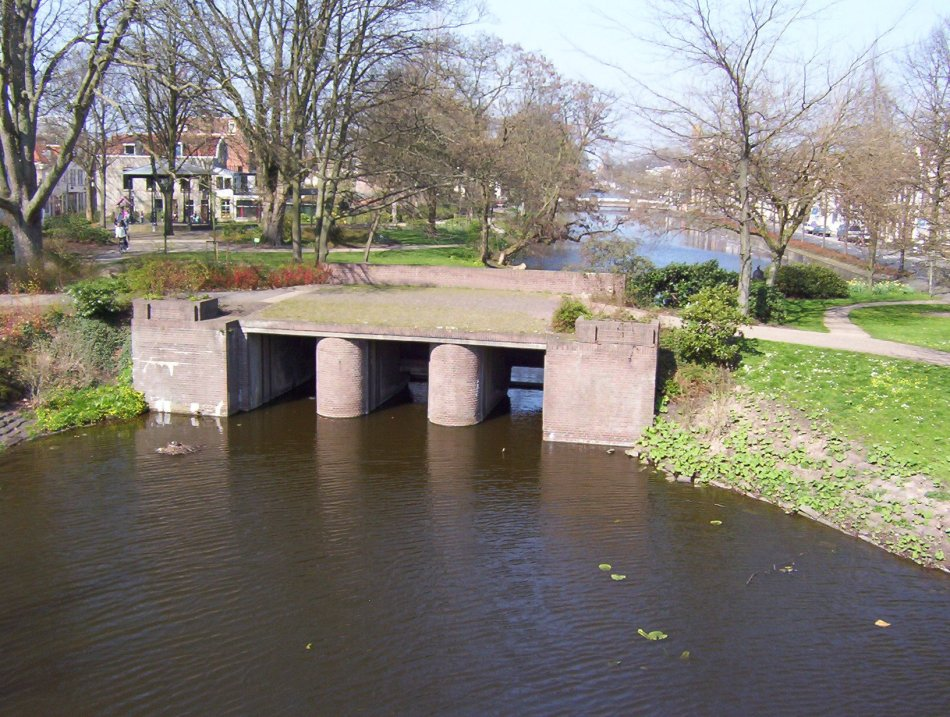
Voetgangersbrug op de oude fundamenten van het gemaal met de voormalige voorboezem (op de achtergrond de Fluwelensingel).

De Hanepraaisluis werd, met een machtiging van keizer Karel V, in 1535 gebouwd in de Goejanverwelledijk in Gouda. Deze sluis was nodig om het overtollige water van de Gouwe via de Fluwelensingel, een van de singels rondom de stad, te lozen op de Hollandsche IJssel.
De sluis had in het begin de naam: Mallesluis. Deze sluis lag enige honderden meters ten oosten van de Havensluis. Hier was (waarschijnlijk) ook een overscheepplaats, want via de sluis konden maar kleine schepen geschut worden. De schepen met vrijstelling van de grafelijke tol konden via deze sluis de stad invaren en binnendoor de stad passeren. De sluis gaf ook toegang tot de grachten van het Kasteel van Gouda dat hier tot 1577 stond.
De sluis werd in 1855 afgebroken en vervangen door een nieuwe om de voorboezem van het stoomgemaal, dat daar in 1856 was gebouwd in verband met de droogmaking van de Haarlemmermeer, af te sluiten van de IJssel.
Het stoomgemaal bezat zes indrukwekkende schepraderen, die met een toerental van vier-en-een-halve omwenteling per minuut, een capaciteit van gemiddeld 682 m³ per minuut en maximaal 812 m³ per minuut had. Het gemaal werd in 1936 buiten gebruik gesteld, bij het in gebruik nemen van het dieselgemaal bij de Julianasluis.
Op de fundamenten van het gemaal werd een voetbrug gebouwd, die nu het Houtmanplantsoen verbindt met de Fluwelensingel. In 1940 werd ter vervanging van de verbinding met de keersluis een duikersluis aangelegd om het water van de stadssingels te kunnen verversen.

## Dialect
Hanepraai is een verbastering van het woord 'aanroepen' of 'aanpraten'. Schippers die op de IJssel lagen te wachten om de haven binnen te varen, werden op deze plaats aangeroepen om naar binnen te varen. Eind achttiende eeuw werd hier een stoomgemaal gemaakt, voor het uitlaten van water naar de IJssel en omgekeerd. Op dit moment bestaat alleen nog de fundering. Sinds 1947 is het een elektrisch gemaal.

### Waterhuishouding
Gouda had een eigen waterschap vanwege de bijzondere ligging van de stad. Het Gouds waterschap had vaak ruzie met andere waterschappen, omdat men in Gouda nogal eigenwijs was en geen rekening hield met de belangen van de andere waterschappen.
Straten en pleinen: Achter de Kerk · Achter de Vismarkt · Hoge Gouwe · Kleiweg · Lage Gouwe · Markt · Naaierstraat · Oosthaven · Spieringstraat · Tiendeweg · Turfmarkt · Westhaven

Sluizen: Donkere sluis · Hanepraaisluis · Havensluis · Ir. De Kock van Leeuwensluis · Julianasluis · Mallegatsluis · Moordrechtse Verlaat · Waaiersluis

Grachten en singels: Gouwe · Haven · Karnemelksloot · Turfmarkt · Turfsingel